# Gilserhof
Der Gilserhof ist ein Gehöft in der Gemarkung des Stadtteils Pfaffenhausen der Stadt Borken im nordhessischen Schwalm-Eder-Kreis. Die ehemalige Gemarkung Gilserhof umfasst eine Fläche von 119 Hektar. Zwischen Marienrode und Pfaffenhausen entspringt der Gilserbach (Quelle) (auch Gilsbach, Gilser Bach), der westlich an Gilserhof vorbei durch Singlis fließt und schließlich in der Schwalm (Eder) mündet. Auf dem Hof leben heute circa 20 Personen.

## Geschichte
Die erste urkundliche Erwähnung des Orts erfolgte am 16. August 1237 in einer Abtretungsurkunde des Klosters Johannesberg bei Hersfeld, in der es dem Kloster Hardehausen eine Manse in Gelczenhusen überließ (Urkunde 41 des Klosters Hardehausen). Der Ort war ursprünglich vermutlich Eigentum der Herren von Borken und gehörte wohl zur Gemeinde Freudenthal. Er erscheint danach wiederholt in Urkunden bezüglich Veränderungen der örtlichen Besitzverhältnisse. So schenkte Berthold von Felsberg im Jahre 1253 dem Kloster Breitenau einen Wald und vier Hufen zu Gilserhof, und 1286 kaufte die Deutschordensballei Hessen in Marburg einen Wald zu Gilserhof. Mit dem Aussterben der Herren von Borken kam der Ort dann wohl in landgräflich hessischen Besitz. Im 15. Jahrhundert sind Belehnungen der Landgrafen an ihre Gefolgsleute Hartrad von Alnhusen und Elger von Dalwigk mit Wiesen in Gilserhof beurkundet. Im 16. und 17. Jahrhundert gehörte der Gilserhof zum Burgsitz der Herren von Urff in Borken. Gegen Ende des Dreißigjährigen Krieges (1647) fiel die Siedlung wüst.
1653 kaufte der 1593 in Borken geborene Generalleutnant Johann von Geyso den Ort mitsamt dem benachbarten Freudenthal, und schon 1658 wird wieder von einem bewirtschafteten Hof geschrieben. Geyso verlegte den Sitz des adligen Gerichts Freudenthal nach „Gelzenhausen“. Nach seinem Tod im Jahre 1661 kamen der Hof und das Gericht an Johann Friedrich von Boyneburg, der Geysos Tochter Elisabeth geheiratet hatte und das Gut verpachtete. Ein Prozess 1688/89 führte zu dem Ergebnis, dass das Gericht Gelzenhausen nie im Besitz derer von Geyso gewesen sei, sondern immer zu Stadt und Amt Borken gehört habe. 1705 wurde Heinrich/Henrich von Baumbach durch Landgraf Karl von Hessen-Kassel mit dem Gilserhof belehnt. Durch die Heirat seiner Witwe mit dem Major Johann Otto von Holwegen kam der Hof mit dem Gericht 1714 an diesen. Auf ihn folgten Johann Friedrich von Brinck, dann im Jahre 1750 durch Kauf Christian Heinrich von Baumbach (der 1735 bereits Freudenthal gekauft hatte), dann Johann Ludwig von Baumbach († 1793) und schließlich Karl Ludwig von Baumbach († 1848). Dessen Nachkommen wanderten nach Amerika aus, und der Gilserhof war um 1850/60 im Besitz des Ritterschaftlichen Stifts Kaufungen, das ihn an den Amtsrat Deichmann aus Lembach verpachtete. Seit dem Ende des Ersten Weltkriegs wurde der Hof mehrmals verkauft.
Vom 16. Jahrhundert bis zur Annexion Kurhessens durch Preußen im Jahre 1866 gehörte der Gilserhof zum landgräflich-hessischen Amt Borken. Während des napoleonischen Königreichs Westphalen (1807–1813) gehörte er zum Kanton und Friedensgericht Borken.
1585 war der Gilserhof nach Singlis eingepfarrt; seit 1780 gehört er zur Pfarre Freudenthal.
1928 wurde die Gemarkung Gilserhof mit der von Pfaffenhausen zusammengelegt. Mit der Eingemeindung von Pfaffenhausen zur Stadt Borken 1971 kam auch der Gilserhof zu Borken.

## Persönlichkeiten
- Friedrich von Starck (* 1790 in Gilserhof; † 1864 in Hanau), Generalmajor und Mitglied der kurhessischen Ständeversammlung
- Philipp Deichmann (* 1889 in Gilserhof; † 1962 in Koblenz), Landrat